# Время первых
«Вре́мя пе́рвых» — российский исторический фильм о первом выходе в открытый космос, снятый режиссёром Дмитрием Киселёвым. Главные роли сыграли Евгений Миронов и Константин Хабенский. Главный герой, космонавт Алексей Леонов, был консультантом фильма.
Премьера состоялась 6 апреля 2017 года. Фильм получил положительные отзывы российских кинокритиков, однако в прокате выступил неудачно.
Слоган фильма: «Подними голову!».

## Сюжет
Во время полёта у истребителя, которым управляет лейтенант Алексей Леонов, загорается двигатель. Ему предлагают снизиться и катапультироваться, но механик забыл вытащить чеку, и катапульта не срабатывает. Тогда Леонов делает «бочку» и начинает пикировать с выключенным двигателем, сбивая пламя. Запустив двигатель, он заходит на посадку.
Приземлившись, Леонов вынимает чеку и незаметно отдаёт механику. Наблюдавшему за полётом генерал-лейтенанту Каманину рассказывают, что все действия были продиктованы желанием спасти дорогой самолёт. Командир части обещает покарать «сумасшедшего» лётчика, но генерал хвалит Леонова и забирает в отряд космонавтов.
После этого нам демонстрируют Леонова, когда тот в детстве идёт с отцом по полю. Там он находит гнездо перепёлки, спрашивает у отца, где птица. Получив ответ, что мальчик сам это узнает позже, Леонов сбегает ночью из дома, чтобы снова найти гнездо. Споткнувшись и упав в траву, мальчик наблюдает, как взлетевшие светлячки смешиваются со звёздным небом в единое целое, создавая ощущение, что он летит в космосе.
В настоящем (1963 год, Опытное конструкторское бюро № 1) главный конструктор Сергей Королёв объявляет о решении руководства СССР ускорить космическую программу, так что корабль «Восход-2» должен быть запущен в 1965 году вместо 1967 года. Кроме того, из него должны осуществить выход человека в открытый космос, чтобы опередить США, запланировавших аналогичный полёт с выходом на май 1965 года. Королёв против, он уверен, что сначала нужен беспилотный полёт.
Алексей Леонов и Павел Беляев готовятся совершить тренировочный прыжок с парашютом, но из-за неблагоприятных метеоусловий прыжок отменяют. Леонов всё равно прыгает, а Беляев следует за ним, получив травму ноги при неудачном приземлении. Беляева отправляют на лечение, Леонов получает в напарники майора Евгения Хрунова.
Леонов пробирается в палату Беляева и пытается сделать тренажёр, чтобы напарник быстрее восстановился, но Павел сообщает, что не полетит с Леоновым, так как тот слишком безрассуден.
Леонов и Хрунов продолжают тренировки и при имитации невесомости находят слабые места в конструкции скафандра. Их предложения нельзя выполнить, но Королёву они о своих наблюдениях сообщают. Беляев тем временем возвращается в отряд и начинает усиленно тренироваться, но медкомиссия его не пропускает. Только благодаря просьбе Леонова Королёв своим решением допускает Павла к полётам.
Беспилотный полёт заканчивается аварией, однако выход в космос отработать получилось. Королёв выступает против пилотируемого полёта, пока всё не отработано в беспилотном режиме. Его вызывают к Брежневу, и генеральный секретарь требует отправить космонавтов в полёт, чтобы обогнать американцев. Королёв, снова отказавшись, получает сутки на размышления, и чуть позже с ним случается сердечный приступ.
Беляев собирается домой, потому что не верит в то, что полёт будет. Леонов наливает себе коньяк, и в это время Королёв заходит в номер. Космонавты уверяют его, что полностью готовы к полёту, а в стакане налит чай. Королёв его выпивает и, не подавая виду, что там не чай, командует готовиться к вылету.
Старт «Восхода-2» проходит успешно, выход на орбиту тоже. Леонов выходит в космос, съёмку его выхода передают на Землю. Генеральный секретарь Брежнев лично поздравляет космонавта.
Возвращаясь на корабль из-за внезапного повышения давления в скафандре, Леонов не может проникнуть в шлюз. В ЦУПе предлагают два решения: отстрелить шлюз и вернуть на Землю Беляева или позволить Павлу спасти Леонова, но разгерметизировать при этом корабль. Королёв даёт Беляеву разрешение на выход в шлюз, но Леонову удаётся вернуться самостоятельно и даже вручную закрыть люк после отказа автоматики, стравив воздух из скафандра. Затем Алексей теряет сознание, открыв шлем до того, как давление в шлюзе выровнялось, но Беляев приводит его в чувство.
Космонавты готовятся вернуться на Землю. После отстрела шлюза «Восход-2» начинает вращение. Остановить его нельзя, так как топливо нужно для автоматической посадки, и 22 витка вокруг Земли космонавты проведут в таком состоянии.
Леонов и Беляев чуть позже начинают чувствовать тошноту — в кабине слишком высок уровень содержания кислорода. Из-за микротрещины сработал датчик утечки кислорода, и в кабину закачивается газ. Скоро у космонавтов наступит кислородное отравление, которое закончится смертью. Для отключения датчика нужно вскрыть обшивку и добраться до него через провода под напряжением. Это Леонову приходится делать в одиночку, так как Беляев уже начал отключаться. Алексею добраться до датчика помогает воспоминание из детства о том, как птица защищала яйца в гнезде.
Начинается посадка, корабль — в зоне молчания. Королёв отправляет спасателей к месту посадки, но автоматическая система посадки на корабле отказала, и Леонов предлагает ручной режим. Королёв подтверждает это решение. Беляев должен сориентировать корабль для посадки, но для этого из-за конструктивных особенностей «Восхода-2» космонавтам нужно поменяться местами. За время их манёвров положение корабля меняется, и он не попадает в расчётную точку при посадке.
Леонов и Беляев оказываются в тайге. Радиомаяк не работает, батарея рации не рассчитана на низкую температуру. Космонавтов ищут, но безрезультатно. Погода становится все хуже, синоптики обещают −35 °C. В это время Королёв отправляет на радио два варианта новости о завершении полёта: один — об успехе, второй — о погибшем экипаже.
Леонов дважды стреляет из ракетницы — нет результата. Однако его сигнал по радио, поданный азбукой Морзе, ловит радиолюбитель на Сахалине. Опасаясь внимания госорганов, он не решается сразу сообщить о сигнале (вернее, его отговаривает от этого жена), и передаёт информацию о космонавтах властям лишь несколько часов спустя.
Космонавты замерзают на стоянке, но раздаётся шум вертолёта, и Леонов находит силы выстрелить из ракетницы ещё раз. Леонова и Беляева спасают, на подмосковном аэродроме их встречают семьи.

## В ролях
| Актёр                     | Роль                                          |
| ------------------------- | --------------------------------------------- |
| Евгений Миронов           | космонавт Алексей Леонов                      |
| Константин Хабенский      | командир «Восхода-2» Павел Беляев             |
| Владимир Ильин            | генеральный конструктор Сергей Королёв        |
| Анатолий Котенёв          | генерал-лейтенант Николай Каманин             |
| Александра Урсуляк        | Светлана Леонова                              |
| Елена Панова              | Татьяна Беляева                               |
| Алексей Морозов           | космонавт Герман Титов                        |
| Юрий Ицков                | конструктор Борис Черток                      |
| Владимир Малюгин          | космонавт Валерий Быковский                   |
| Александр Новин           | космонавт Евгений Хрунов                      |
| Юрий Нифонтов             | физик-механик Борис Раушенбах                 |
| Александр Ильин-младший   | авиатехник; пилот вертолёта Владимир Маркелов |
| Марта Тимофеева           | Вика дочь Леонова                             |
| Геннадий Смирнов          | космонавт Константин Феоктистов               |
| Валерий Гришко            | первый секретарь ЦК КПСС Леонид Брежнев       |
| Александр Карпиловский    | радиолюбитель                                 |
| Екатерина Семина          | жена радиолюбителя                            |
| Авангард Леонтьев         | диктор Юрий Левитан                           |
| Кирилл Полухин            | командир части                                |
| Сергей Баталов            | отец Алексея Леонова Архип Леонов             |
| Нелли Селезнёва           | главврач медкомиссии                          |
| Александр Коршунов        | врач в госпитале Евгений Анатольевич          |
| Иван Гордиенко            | врач в больнице                               |
| Владислав Погиба          | пилот Ан-2                                    |
| Руслан Джайбеков-Медведев | секретарь-референт Брежнева                   |
| Сергей Нестеров           | второй пилот вертолёта                        |
| Андрей Бажин              | режиссёр                                      |
| Савелий Кудряшов          | Алексей Леонов в детстве                      |
| Сергей Черданцев          | лётчик МиГ-15 №1                              |
| Александр Филатов         | лётчик МиГ-15 №2                              |
| Сергей Гузеев             | специалист-связист КВЦ                        |
| Егор Морозов              | лейтенант метеослужбы КВЦ                     |
| Артур Литвинов            | офицер связи КВЦ                              |
| Сергей Данилевич          | офицер медслужбы КВЦ                          |
| Сергей Галахов            | специалист КВЦ №1                             |
| Оксана Кормишина          | специалист КВЦ №2                             |

## Съёмочная группа
- Авторы сценария: Олег Погодин, Юрий Коротков, Ирина Пивоварова, Сергей Калужанов, Дмитрий Пинучков
- Режиссёр-постановщик: Дмитрий Киселёв
- Художник-постановщик: Ангелина Терехова
- Оператор-постановщик: Владимир Башта
- Главный консультант: Алексей Леонов
- Продюсеры: Тимур Бекмамбетов, Евгений Миронов, Сергей Агеев
- Продюсер визуальных эффектов: Александр Горохов

## Создание
Изначально планировалось, что режиссёром фильма будет Сергей Бодров-старший, а сам фильм выйдет на экраны весной 2016 года. Алексей Леонов сам стал консультантом картины.
В 2015 году проект получил финансовую помощь «Фонда кино» на безвозвратной и возвратной основах, финансовую помощь также оказал Альфа-банк. Съёмки фильма прошли в два этапа: с 1 июля снимали в павильонах и на летней натуре, в ноябре — съёмки космоса и приземление космонавтов в тайге.
Первоначально режиссёром фильма был Юрий Быков, но когда фильм уже был готов на две трети, он был отстранён от проекта продюсерами Тимуром Бекмамбетовым и Евгением Мироновым. По словам самого Быкова, продюсеры «увидели не такой фильм, который можно продать», и желали получить более зрелищное кино. После этого работу над фильмом продолжил Дмитрий Киселёв. Он полностью переснял картину, оставив из материала Быкова только пару коротких эпизодов.

## Прокат
Премьера фильма состоялась 6 апреля 2017 года. Для его удачного выхода на экраны Минкультуры России предлагало сдвинуть премьеру фильма «Форсаж 8», но в итоге крупнейшие киносети обязались отдать отечественной премьере 35 % сеансов на 2 недели проката.
В первый уик-энд фильм собрал более 150 млн рублей, хотя отрасль рассчитывала на большее («Бюллетень кинопрокатчика» называл сумму ожидаемых сборов в 280 млн руб, а киносети — 350—370 млн руб). Данный уик-энд оказался для кинотеатров по оценке «Бюллетеня кинопрокатчика» худшим с конца сентября 2016 года, а по оценке кинотеатров — за несколько лет. Средняя заполняемость зала на сеансах «Времени первых» составила 18 человек, уступая другим крупным отечественным релизам («Притяжение» — 46, «28 панфиловцев» — 39, «Защитники» — 30). При этом по итогам второго уик-энда проката фильм обошёл «Защитников» по общим сборам в России и показал лучшие результаты, чем два других названных фильма в аналогичном периоде.
По итогам проката фильм собрал 561 млн рублей при бюджете в 400 млн, что многие аналитики расценивают как кассовый провал, так как прокатчик получает только половину сборов. Впрочем, фильму ещё предстоит прокат за рубежом. По данным компании «Роскино» «Время первых» входит в число российских фильмов 2017 года, права на которые чаще всего закупали зарубежные прокатчики.

## Отзывы
Фильм получил преимущественно положительные отзывы критиков в таких изданиях, как «Аргументы и факты», Film.ru «Российская газета», InterMedia, «Огонёк» и других. По данным «Критиканство.ру» оценка — 75 из 100 (на основе 39 рецензий).
О «Времени первых» писали:
- «Фильм поёт песню безумству храбрых, но предлагает думать. Это в нашем кино сегодня редкость»[19].
- «Эффекты „Времени“ практически голливудские, а герои при этом — наши, родные»[18].
- «Неожиданно для русского кинопрома складное и по-настоящему захватывающее кино»[22].
- «По „Времени первых“ впору писать учебник для российских кинематографических вузов и школ»[23].

Некоторые критики оценили фильм как средний («Державный фильм, прямолинейный, как траектория полёта в космос», «Качественно сделанной картине мешают осторожность и аккуратность, желание понравиться сразу всем»), но резко отрицательных обзоров на фильм, по данным агрегаторов, не было.
Историк космонавтики Антон Первушин отметил в фильме большое количество расхождений с реальной историей: в частности, отсутствие Юрия Гагарина, который занимал ведущую роль в подготовке космонавтов и при проведении полёта, противостояние Королёва и Каманина (в реальности как раз Королёв торопил проект и шёл на риск, а Каманин ратовал за соблюдение сроков подготовки) и много вымышленных эпизодов, как во время полёта, так и после приземления, добавленные или раздутые ради драматизма. Также отмечается излишнее упрощение или даже искажение характеров героев: в частности, значительное занижение роли Беляева (выставленного пессимистом и меланхоликом) и завышение роли Леонова, по-голливудски утрированное, беспощадное равнодушие Каманина и т. п. Отметив, что «зрелище получилось эффектное», автор делает вывод: «… ради сюжетной динамики и красивых спецэффектов создатели пожертвовали исторической и, главное, психологической достоверностью. Мы, конечно, понимаем, что художественная условность кино допускает некоторые вольности. Но, право слово, история „Восхода-2“, сама по себе захватывающая, не нуждалась в „творческой доработке“».
Первоначальный режиссёр фильма Юрий Быков в интервью отмечал, что он не смотрел данный фильм и не испытывает желания его смотреть из-за, как ему известно, полного изменения истории, бывшей первоначально более радикальной, из-за упрощения сложной в первую очередь «с человеческой точки зрения» направленности фильма в сторону абсолютной патриотичности с правильными героями, а также из-за ориентации на аудиторию «мягко говоря, уровня „Ашана“», как у других прокатных фильмов. Быков указывал, что, насколько ему известно, после его ухода фильм был полностью переснят за исключением, возможно, одной сцены, которую нельзя было повторить из-за невосстанавливаемых декораций.

## Награды
- 2017 — Гран-при на XXV кинофестивале «Виват кино России!» в Санкт-Петербурге[27]
- 2018 — Гран-при на XV благотворительном кинофестивале «Лучезарный ангел» в Москве
- 2018 — Приз III Кинофестиваля БРИКС в Дурбане за лучшую роль второго плана (Владимир Ильин)[28]